# Velarifictorus simillimus
Velarifictorus simillimus är en insektsart som först beskrevs av Lucien Chopard 1938.  Velarifictorus simillimus ingår i släktet Velarifictorus och familjen syrsor. Inga underarter finns listade i Catalogue of Life.